# Carl Scarborough
Carl Scarborough, född den 3 juli 1914 i Benton, Illinois, USA, död den 30 maj 1953 i Indianapolis, Indiana, USA, var en amerikansk racerförare.

## Racingkarriär
Scarborough deltog i Indianapolis 500 vid två tillfällen, och slutade på artonde plats 1951, samt en tolfte plats 1953. Det sistnämnda loppet kostade honom hans liv, då han kollapsade av utmattning efter loppet, och avled. Scarborough försökte ofta kvala in utan att lyckas, och hans start i loppet som ändade hans liv var bara hans tredje i det nationella mästerskapet.